# Зацепин, Николай Константинович
Никола́й Константи́нович Заце́пин (23 ноября [5 декабря] 1818, Романовский уезд, Ярославская губерния — 11 [23] мая 1855, Севастополь) — русский живописец, портретист и жанрист, ученик Карла Брюллова; полковник инженерных войск (1852), участник Кавказской и Крымской войн. Почётный вольный общник Императорской Академии художеств (с 1849).

## Биография
Родился 23 ноября [5 декабря] 1818 года в Романовском уезде Ярославской губернии. Происходил из дворян. Воспитывался в Главном инженерном училище и окончил курс офицерских классов.
В 1837 году был выпущен на действительную службу в лейб-гвардии Сапёрный батальон прапорщиком с оставлением при училище, 8 ноября 1838 года прибыл в батальон. 16 июля 1840 года произведён в подпоручики.
В 1841 году командирован на Кавказ, где участвовал в нескольких сражениях с горцами в годы Кавказской войны. 11 октября 1842 года получил чин поручика. В 1844 году за боевые отличия при покорении Акуши и Цудакара был награждён орденом Святой Анны 3-й степени с бантом. По свидетельству генерала от инфантерии А. Н. Лидерса, «передавал с точностью приказания, находясь часто в передовой цепи, имея поручения, относящиеся к службе сапёр, всегда оказывал примерное усердие, отличное мужество и совершенное знание своего дела».
С 28 января 1847 года был штабс-капитаном и с 28 января 1849 года — капитаном.
К началу Крымской войны был в чине полковника (c 30 марта 1852 года); с 11 апреля 1854 года командовал 3-м сапёрным батальоном, принимал деятельное участие в укреплении Севастополя и в его геройской обороне, где в ночь с 10 [22] мая на 11 [23] мая 1855 года был убит наповал двумя пулями во время ночных работ перед шестым бастионом.
Николай Зацепин был учеником К. П. Брюллова. С 27 сентября 1849 года являлся почётным вольным общником Императорской Академии художеств, от которой неоднократно получал поощрительные награды.

## Творчество
Известные работы художника, находящиеся в собрании Русского музея:
- «Монастырки на клиросе» (1852) — очень живая, согретая тёплым чувством художника картина, обратившая на себя всеобщее внимание на выставке 1853 года[7];
- «Иван Сусанин» — много обещавшая, но незаконченная картина, которой он занимался с особой любовью в 1853 году, перед самым началом Крымской войны. О первой из них давался в то время такой отзыв: «Несколько молодых девушек стеснились за перилами, иные смотрят в молитвенник, другие подняли голову к небу или обратились в другую сторону. Есть лица, коих выражения поистине прекрасны; вообще же вся эта группа, полная свежести и красоты, очень привлекательна. Художник очень натурально соединил два света: справа дневной, слева из-за колонны красноватый свет свечей»[2].

## Галерея

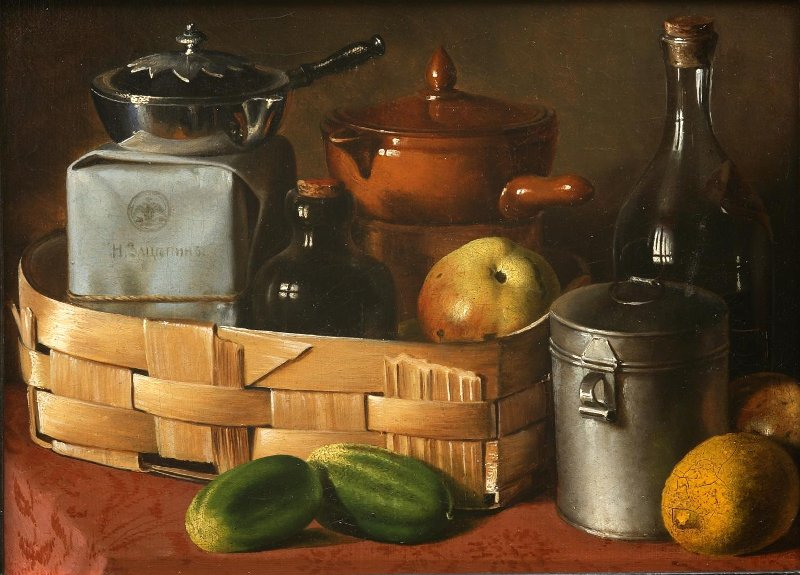
Натюрморт с овощами. Не позднее 1841
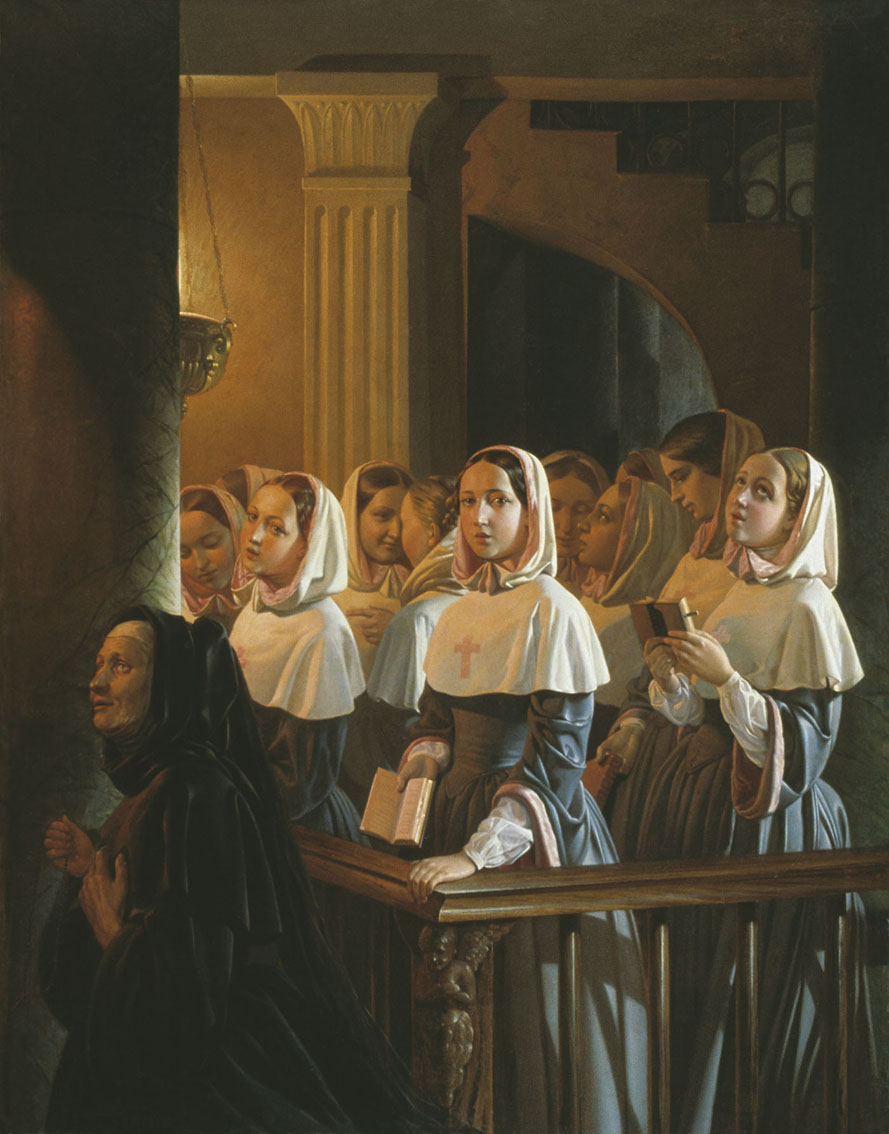
Монастырки на клиросе. 1852

## Награды
- Орден Святой Анны 3-й степени с бантом (1844)[4]
- Орден Святой Анны 2-й степени (28 сентября 1848, императорская корона к ордену 7 сентября 1850).